# Iglesia de San Vladimiro (Vilniansk)
La iglesia de San Vladimiro (en ucraniano: Свято-Володимирський храм) es una iglesia ortodoxa que está situada en Vilniansk en el óblast de Zaporiyia, Ucrania. El templo fue construido en el año 1902 en relación con el activo desarrollo industrial de la ciudad, en aquel entonces era el pueblo de Sofivka, a expensas del terrateniente local Pável Krivoshei.

## Historia
En 1902, 185 hombres y 152 mujeres se convirtieron en feligreses y cerca de la iglesia había una finca sacerdotal y una escuela parroquial. El número de feligreses creció rápidamente y finalmente llegó a 885 hombres y 852 mujeres.
En 1920, después del establecimiento definitivo de los bolcheviques en Sofivka, la iglesia fue cerrada y en sus instalaciones comenzó a funcionar la Oficina de Registro. Los fieles se llevaron los altares de la iglesia a casa, se retiraron los restos del equipamiento de culto y se blanquearon las pinturas. En 1924, la planta local recientemente nacionalizada comienza a solicitar la transferencia de las instalaciones del templo al club. Sólo 4 años después del pedido de la fábrica, las autoridades lo satisficieron y abrieron un club en las instalaciones del templo.
Durante la ocupación de la ciudad por las tropas alemanas en la Segunda Guerra Mundial, el templo fue reabierto y los creyentes recuperaron el equipamiento de la iglesia escondido en sus casas. Después de la reentrada del Ejército Rojo en la ciudad, la iglesia fue entregada nuevamente al club hasta la década de 1990.
En 1993, gracias a los esfuerzos del público de la ciudad de Vilniansk y los trabajadores de la fábrica local, la iglesia de San Vladimiro fue completamente restaurada y entregada a la comunidad eclesiástica.

## Arquitectura
En julio de 2013, se instalaron en la iglesia una nueva cúpula y una cruz doradas.